# Andrena robertsonii
Andrena robertsonii là một loài Hymenoptera trong họ Andrenidae. Loài này được Dalla Torre mô tả khoa học năm 1896.